# Françoise d’Amboise

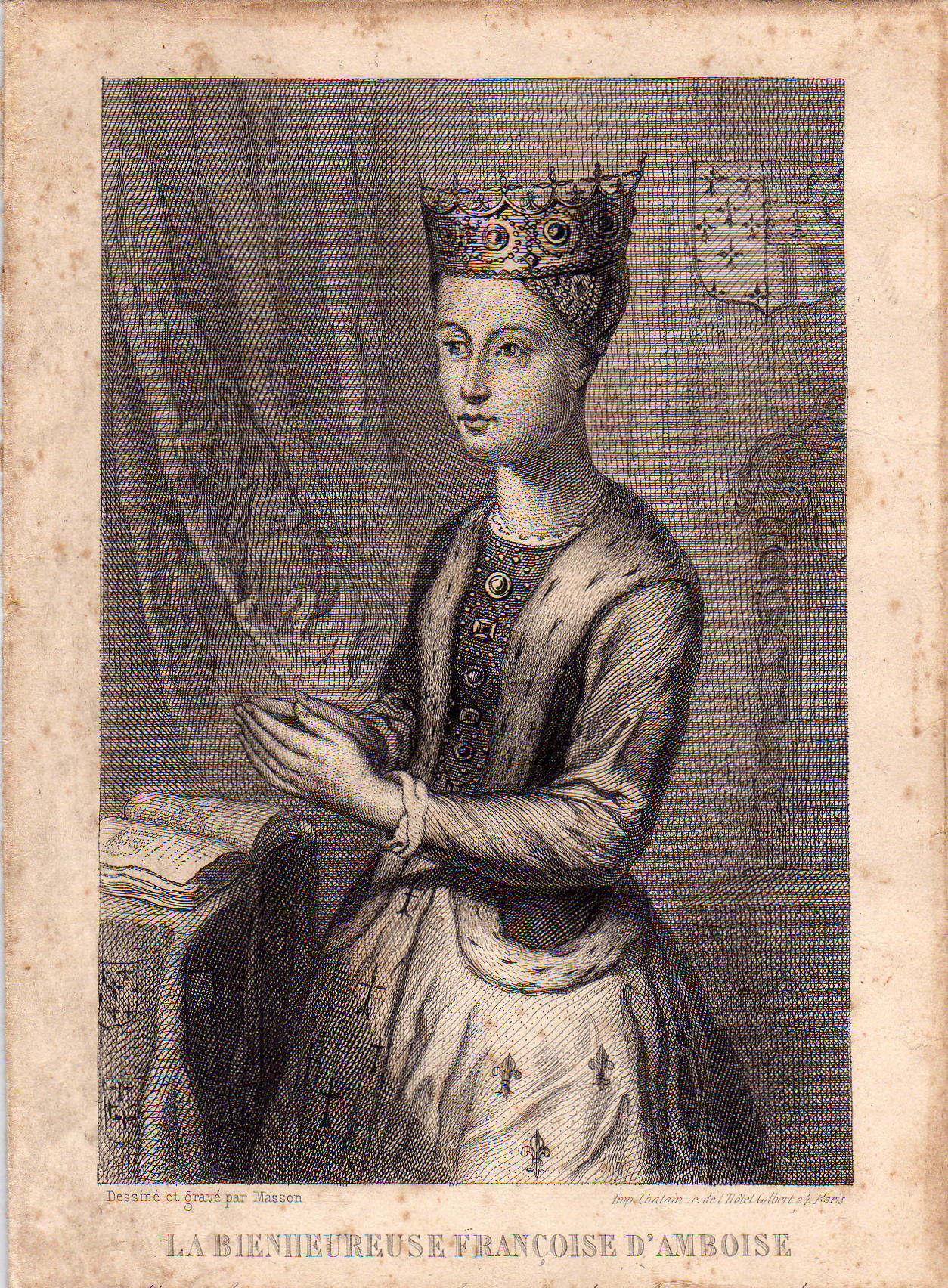
Françoise d’Amboise. Zeichnung und Kupferstich von Masson.

Françoise d’Amboise (* 9. Mai 1427 auf Schloss Thouars; † 4. November 1485 in Coets bei Nantes) war Herzogin von Bretagne als Ehefrau des Herzogs Peter II. Sie war die Tochter des reichen Louis d’Amboise, Vizegraf von Thouars.
Um der Gewalttätigkeit ihrer Umgebung zu entkommen, floh Françoises Mutter, Louise Marie de Rieux, mit ihr an den Hof des Herzogs von Bretagne nach Vannes und später nach Nantes. Bereits im Alter von drei Jahren wurde sie aus politischen Gründen mit Peter von Bretagne, dem zweiten Sohn des Herzogs, verlobt, den sie 1442, im Alter von 15 Jahren, dann auch heiratete. Nach dem unerwarteten Tod des Erben rückte Peter als Thronfolger nach und trat 1450 sein Erbe, das Herzogtum Bretagne an.
Als Herzogin nahm Françoise diskreten aber aktiven Anteil an der Regierung des Landes und widmete sich vor allem den Armen und Kranken, aber auch juristischen Fragen. Die Ehe blieb kinderlos. Als Peter II. 1457 starb, geriet sie in Konflikt mit dem französischen König Ludwig XI., der ihre Wiederverheiratung erreichen wollte. Sie gründete 1463 zusammen mit dem Mönch Johannes Soreth in Bondon (Vannes) das erste französische Karmelitinnenkloster, dessen Priorin sie auch wurde. Es wurde später nach Nanntes verlegt.
Sie wurde in der Kirche Notre-Dame in Nantes bestattet. Einige Jahre später wurde sie seliggesprochen.